# شهرستان یونگشیو
شهرستان یونگشیو (به لاتین: Yongxiu County) یک شهرستان‌های جمهوری خلق چین در چین است که در جیاجیانگ واقع شده‌است.
 شهرستان یونگشیو ۲٬۰۳۵ کیلومتر مربع مساحت و ۳۶۱٬۰۰۰ نفر جمعیت دارد و ۳۱ متر بالاتر از سطح دریا واقع شده‌است.